# István Fehér
István Fehér (ur. 6 marca 1954 w Nagykőrös, zm. 3 marca 2021) – węgierski zapaśnik walczący w stylu wolnym. Olimpijczyk z Moskwy 1980, gdzie zajął siódme miejsce w kategorii 74 kg.
Szósty na mistrzostwach świata w 1982. Czwarty na mistrzostwach Europy w 1982 roku.
- Turniej w Moskwie 1980

Pokonał Brytyjczyka Fitza Walkera i Kiro Ristova z Jugosławii, a przegrał z Danem Karabinem z Czechosłowacji i Ryszardem Ścigalskim.